# 大沼ひろみ
大沼 ひろみ（おおぬま ひろみ、1964年〈昭和39年〉7月18日 - ）は、NHKのエグゼクティブアナウンサー。

## 人物
秋田県立秋田高等学校を経て東北大学を卒業後、1988年入局。
入局時はプロフィールにて本人曰く「帰ってきたくなかった」ふるさとで勤務し、その後仙台局勤務を経て上京すると、そのまま東京やその周辺で勤務した。この間に結婚し、息子を2人産んだという。
好きな食べ物は冬場はきりたんぽ。
『NHK日本語発音アクセント新辞典』の音声収録を担当。音声はデータベースでの活用の他、一般向けとしてアプリで聴くことができる。

## 現在の出演番組
- 宮城県・東北地方のニュース[注釈 1]
- てれまさむね ニュースリーダー（ローテーションで担当）[注釈 2]
- 東北ココから ナレーション（不定期担当・2019年6月21日から）

## 過去の出演番組
東京アナウンス室時代
- NHKニュース7 ニュースリーダー（不定期）
- 週刊情報サラダ 司会（1995年4月 - 1996年3月）
- 生活ほっとモーニング リポーター
- ラジオ文芸館 朗読
- ミューズの微笑み（Eテレ）ナレーター
- どよう楽市 パーソナリティ（2008年4月 - 2010年3月、ラジオ第1）
- にっぽん巡礼（2008年、BS）ナレーター
- NHK俳句（2010年度、司会）
- 歌の散歩道
- ことば力アップ 講師
- プレミアム8 ワイルドライフ（ナレーション・2010年7月5日）
- もういちど、日本 ナレーション（2011年度）
- NHKスペシャル  与野党代表に問う  自衛隊 の活動拡大と 憲法 他 ナレーション
- Nスペ5min. 腰痛・治療革命～見えてきた痛みのメカニズム～（ナレーション・2015年7月11日）
- 戦後史証言PROJECT  日本人は何をめざしてきたのか  未来への選択  第4回  格差と貧困  豊かさを求めた果てに（メインナレーション・2015年7月25日）
- ラジオニュースー金曜夜〜土曜朝担当（NHKけさのニュースを含むシフト）
- NEXT 未来のために（ナレーション・2016年4月9日）

日本語センター時代
- ラジオ深夜便（第1・3月曜、アンカー）（2016年4月 - 2019年6月）
- NHKけさのニュース（不定期）
- ラジオニュース（不定期）
- 音の風景（東京勤務時に収録、主にラジオ第2やFMで放送）

福井放送局時代
- 放送部副部長（アナウンス統括）
- 福井放送局制作番組の編集責任者
- さらさらサラダ・福井（編集責任者）
- ニュースザウルスふくい（編集責任者）
- ニュースザウルス845・645（不定期）
- おはよう福井（不定期）
- 福井県のニュース

仙台放送局時代
- 東北発ラジオ深夜便（2021年3月11日 - 12日[4]、アンカー）なお番組の中で東京で第1・第3月曜日を担当していたことを振り返るコメントは特になかった。
- Nandary
  - 千葉美乃梨の代理パーソナリティ（2024年2月22日）
- おはよう山形（山形放送局への応援派遣、2025年7月22日 - 25日）